# Lijst van leden van de Kantonsraad van Zwitserland uit het kanton Schaffhausen

Vlag van Schaffhausen.

Dit artikel bevat een lijst van leden van de Kantonsraad van Zwitserland uit het kanton Schaffhausen.
Schaffhausen heeft zoals de meeste kantons twee vertegenwoordigers in de Kantonsraad.

## Lijst
| Naam                     | Partij/fractie            | Ambtsperiode                  | Geboren | Overleden |
| ------------------------ | ------------------------- | ----------------------------- | ------- | --------- |
| Karl Hektor Ehrmann      | liberalen                 | 1848-1849                     | 1815    | 1850      |
| Zacharias Gysel          | liberalen                 | 1848-1850 1855-1857           | 1818    | 1878      |
| Johann Heinrich Ammann   | liberalen                 | 1849-1855 1857-1859           | 1820    | 1867      |
| Hieronymus Murbach       | liberalen                 | 1850-1852 1854-1857 1859-1865 | 1816    | 1894      |
| Jakob Christoph Schenkel | liberalen                 | 1852-1853                     | 1820    | 1867      |
| Johann Georg Oschwald    | liberalen                 | 1853-1854                     | 1818    | 1867      |
| Julius Ziegler           | liberalen                 | 1857-1859                     | 1806    | 1862      |
| Emil Ringk               | liberalen                 | 1859                          | 1818    | 1882      |
| Hans von Ziegler         | katholieke conservatieven | 1859-1865                     | 1810    | 1865      |
| Heinrich Stamm           | liberalen                 | 1865-1874                     | 1827    | 1905      |
| Johannes Hallauer        | liberalen                 | 1865-1873 1878-1879           | 1827    | 1884      |
| Eduard Russenberger      | DP/PD                     | 1873-1878                     | 1834    | 1909      |
| Heinrich Gustav Schoch   | FDP/PRD                   | 1875 1881-1895                | 1841    | 1895      |
| Hermann Freuler          | liberalen                 | 1875-1881 1895-1896           | 1841    | 1903      |
| Johannes Müller          | FDP/PRD                   | 1879-1906                     | 1841    | 1913      |
| Albert Ammann            | FDP/PRD                   | 1896-1928                     | 1860    | 1929      |
| Heinrich Bolli           | FDP/PRD                   | 1906-1933                     | 1858    | 1933      |
| Johannes Winzeler        | BGB/PAB                   | 1928-1947                     | 1879    | 1960      |
| Hans Käser               | FDP/PRD                   | 1933-1943                     | 1875    | 1944      |
| Julius Bührer            | FDP/PRD                   | 1943-1946                     | 1890    | 1946      |
| Kurt Schoch              | FDP/PRD                   | 1946-1960                     | 1904    | 1980      |
| Ernst Lieb               | BGB/PAB                   | 1947-1963                     | 1898    | 1989      |
| Kurt Bächtold            | FDP/PRD                   | 1961-1979                     | 1918    | 2009      |
| Konrad Graf              | SVP/UDC                   | 1963-1979                     | 1919    | 1996      |
| Ernst Steiner            | SVP/UDC                   | 1979-1987                     | 1920    | 2012      |
| Esther Bührer            | SP/PS                     | 1979-1991                     | 1926    | 2020      |
| Bernhard Seiler          | SVP/UDC                   | 1987-1999                     | 1930    |           |
| Kurt Schüle              | FDP/PRD                   | 1991-1999                     | 1944    |           |
| Rico Wenger              | SVP/UDC                   | 1999-2002                     | 1944    | 2002      |
| Peter Briner             | FDP/PLR                   | 1999-2011                     | 1943    |           |
| Hannes Germann           | SVP/UDC                   | 2002-                         | 1956    |           |
| Thomas Minder            | onafhankelijke            | 2011-                         | 1960    |           |

Afkortingen
- BGB/PAP: Partij van Boeren, Middenstanders en Burgers
- DP/PD: Democratische Partij
- FDP/PRD: Vrijzinnig-Democratische Partij
- FDP/PLR: Vrijzinnig-Democratische Partij.De Liberalen (voordien Vrijzinnig-Democratische Partij)
- SP/PS: Sociaaldemocratische Partij van Zwitserland

Bondsraad
Lijst van leden van de Zwitserse Bondsraad · 
Lijst van bondspresidenten van Zwitserland
Nationale Raad
Aargau · 
Appenzell Ausserrhoden · 
Appenzell Innerrhoden · 
Basel-Landschaft · 
Basel-Stadt · 
Bern · 
Fribourg · 
Genève · 
Glarus · 
Graubünden · 
Jura

Luzern · 
Neuchâtel · 
Nidwalden · 
Obwalden · 
Sankt Gallen · 
Schaffhausen · 
Schwyz · 
Solothurn · 
Thurgau · 
Ticino · 
Uri · 
Vaud · 
Wallis · 
Zug · 
Zürich
1983-1987 · 
1987-1991 · 
1991-1995 · 
1995-1999 · 
1999-2003 · 
2003-2007 · 
2007-2011 · 
2011-2015 · 
2015-2019 · 
2019-2023 · 
2023-2027
Voorzitters
Kantonsraad
Aargau · 
Appenzell Ausserrhoden · 
Appenzell Innerrhoden · 
Basel-Landschaft · 
Basel-Stadt · 
Bern · 
Fribourg · 
Genève · 
Glarus · 
Graubünden · 
Jura

Luzern · 
Neuchâtel · 
Nidwalden · 
Obwalden · 
Sankt Gallen · 
Schaffhausen · 
Schwyz · 
Solothurn · 
Thurgau · 
Ticino · 
Uri · 
Vaud · 
Wallis · 
Zug · 
Zürich
1983-1987 · 
1987-1991 · 
1991-1995 · 
1995-1999 · 
1999-2003 · 
2003-2007 · 
2007-2011 · 
2011-2015 · 
2015-2019 · 
2019-2023 · 
2023-2027
Voorzitters